# Beech Bottom
Beech Bottom és una població dels Estats Units a l'estat de Virgínia de l'Oest. Segons el cens del 2000 tenia 606 habitants.

## Demografia
Segons el cens del 2000, Beech Bottom tenia 606 habitants, 226 habitatges, i 153 famílies. La densitat de població era de 278,5 habitants per km².
Dels 226 habitatges en un 34,1% hi vivien nens de menys de 18 anys, en un 47,3% hi vivien parelles casades, en un 16,8% dones solteres, i en un 32,3% no eren unitats familiars. En el 30,1% dels habitatges hi vivien persones soles el 15,5% de les quals corresponia a persones de 65 anys o més que vivien soles. El nombre mitjà de persones vivint en cada habitatge era de 2,32 i el nombre mitjà de persones que vivien en cada família era de 2,85.
Per edats la població es repartia de la següent manera: un 20,5% tenia menys de 18 anys, un 7,1% entre 18 i 24, un 25,9% entre 25 i 44, un 19,6% de 45 a 60 i un 26,9% 65 anys o més.
L'edat mediana era de 43 anys. Per cada 100 dones de 18 o més anys hi havia 76,6 homes.
La renda mediana per habitatge era de 33.393 $ i la renda mediana per família de 38.281 $. Els homes tenien una renda mediana de 30.455 $ mentre que les dones 20.875 $. La renda per capita de la població era de 15.455 $. Entorn del 12,7% de les famílies i l'11,2% de la població estaven per davall del llindar de pobresa.

## Poblacions més properes
El següent diagrama mostra les poblacions més properes.